# Фортунатов, Степан Фёдорович
Степа́н Фёдорович Фортуна́тов (1850—1918) — русский историк-педагог. Брат А. Ф. Фортунатова и Ф. Ф. Фортунатова.

## Биография
Родился в семье инспектора Вологодской гимназии Фёдора Николаевича Фортунатова. Обучение начал в Олонецкой гимназии в Петрозаводске, куда директором гимназии был назначен его отец. В 1863 году отец вышел в отставку и семья переехала в Москву. Братья Филипп, Степан, Иван и Алексей стали учиться во 2-й Московской гимназии. 
Окончив гимназию с золотой медалью в 1867 году, поступил на историко-филологический факультет Московского университета. По окончании университета со степенью кандидата в 1872 году был удостоен стипендии Т. Н. Грановского. Был оставлен при университете для подготовки к профессорскому званию и в 1873 году получил степень магистра всеобщей истории. В 1875 году представил для защиты свою работу «Представитель индепендентов Генри Вэн» (М., 1875), но не защитился. Начал преподавать историю средних веков в Московском университете. 
В 1872—1876 годах — лектор Высших женских курсах профессора В. И. Герье, позднее — на коллективных курсах при Обществе воспитательниц и учительниц. В 1876 году отправился в Германию, где слушал лекции фрайбургского профессора Гольста по истории США, а также собирал материал в библиотеках Парижа и Гейдельберга. По возвращении в Россию, начал преподавать историю в женских гимназиях: частных С. Н. Фишер и С. А. Арсеньевой, государственной 4-й московской женской гимназии Ведомства императрицы Марии. В 1879 году предпринял неудачную попытку защитить диссертацию с новой темой: «История политических учений в Соединенных Штатах» (М., 1879).
В 1886 года получил должность приват-доцента Московского университета, читая поочередно курсы по истории европейских государств XIX века и США — до дела Кассо 1911 года, когда в отставку подало более 100 преподавателей Московского университета, среди которых был и С. Ф. Фортунатов, известный своими либеральными взглядами. С 1905 года был ведущим преподавателем дисциплин новой истории на Высших женских курсах в Москве. Пользовался большой популярностью среди студентов, его лекции всегда собирали аншлаги. Кроме лекционных курсов Фортунатов вёл семинары по истории политических учений и конституционному праву: «История политических учений и конституций во Франции в XIX в.», «История федераций», «История конституций и политических учений во Франции в XIX в.».
С 1908 г. начал читать курсы в Московском городском народном университете А. Л. Шанявского, а после своей отставки в Московском университете в 1911 г. стал штатным преподавателем. В эти годы ученый получил заслуженную репутацию блестящего преподавателя и знатока в области политической истории Англии и США, конституционного права и парламентаризма.

## Научное наследие
Автор двух монографий: «Генри Вэн» (М., 1875) и «Политические учения в Соединённых Штатах» (Ч. I. — М., 1879). 
Публиковался в «Критическом обозрении» и «Юридическом вестнике»; состоял постоянным сотрудником «Русских ведомостей».